# Conus trencarti
Conus trencarti is een in zee levende slakkensoort uit het geslacht Conus. De slak behoort tot de familie Conidae. Conus trencarti werd in 2008 beschreven door Nolf & Johan Verstraeten. Net zoals alle soorten binnen het geslacht Conus zijn deze slakken roofzuchtig en giftig. Zij bezitten een harpoenachtige structuur waarmee ze hun prooi kunnen steken en verlammen.